# 池内計司
池内 計司（いけうち けいし、1949年 - ）は日本の実業家。IKEUCHI ORGANIC株式会社代表。

## 人物
愛媛県今治市生まれ。愛光高等学校を経て、1971年一橋大学商学部を卒業し、松下電器産業（現パナソニック）に入社。同社ステレオ事業部、営業企画部勤務。1983年池内タオル（現IKEUCHI ORGANIC）に入社し、第二代代表取締役社長に就任。2000年四国タオル工業組合副理事長。
OEM中心だった池内タオルの事業を、オーガニックタオル「IKT」に集中。2002年ニューヨーク･ホームテキスタイルショー･2002年スプリングで、最優秀賞 (Best New Products Award) を受賞。小泉純一郎総理大臣が工場を視察し、施政方針演説で言及。
しかし、2003年取引先の卸売会社が倒産したあおりを受け連鎖倒産。負債総額は10億4千万。民事再生法を適用されるが、2007年に民事再生手続きを終了、中小企業庁により元気のいいモノ作り中小企業300社に選ばれる。また同年ロンドン国際インテリアデザイン展示会で最優秀賞を受賞。
環境問題への取り組みは早く、1998年にはタオル業界で初めて環境マネジメント規格ISO 14000を取得。日本自然エネルギーへの委託で、風力発電からのエネルギーを購入し、100%風力での操業を行い、2008年には新エネルギー財団から新エネルギー大賞を受賞した。2011年TXN系「日経スペシャル カンブリア宮殿」に出演。

## テレビ出演
- 日経スペシャル カンブリア宮殿 衰退産業・地方・中小・民事再生 "四重苦"をぶっ飛ばした、ブレない経営！（2011年12月8日、テレビ東京）[4]

## 著書
- 『「つらぬく」経営』（2008年11月28日、エクスナレッジ）ISBN 9784767806778